# Toucy
Toucy település Franciaországban, Yonne megyében. Lakosainak száma 2562 fő (2022. január 1.). Toucy Parly, Fontaines, Diges, Dracy, Merry-la-Vallée, Moulins-sur-Ouanne és Villiers-Saint-Benoît községekkel határos.

## Népesség
A település népessége az elmúlt években az alábbi módon változott:
| Lakosok száma | 2726 | 2732 | 2835 | 2662 | 2633 | 2615 | 2589 | 2569 | 2562 |
|               | 2013 | 2015 | 2016 | 2017 | 2018 | 2019 | 2020 | 2021 | 2022 |